# Molompize
Molompize település Franciaországban, Cantal megyében. Lakosainak száma 272 fő (2022. január 1.). Molompize Auriac-l’Église, Bonnac, Charmensac, Massiac és Peyrusse községekkel határos.

## Népesség
A település népességének változása:
| Lakosok száma | 484  | 407  | 341  | 292  | 315  | 297  | 287  | 281  | 278  | 272  |
|               | 1968 | 1982 | 1990 | 2006 | 2013 | 2015 | 2017 | 2019 | 2020 | 2022 |